# みやき町コミュニティバス

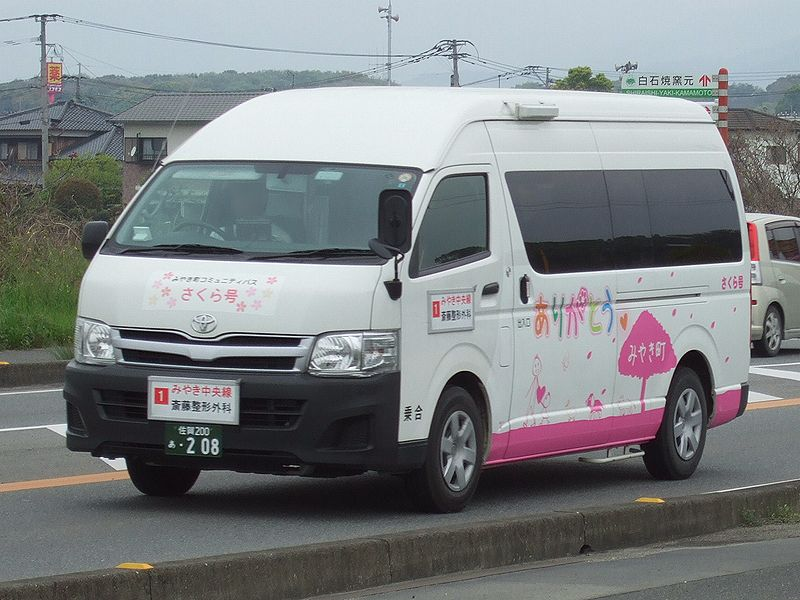
さくら号（先代）

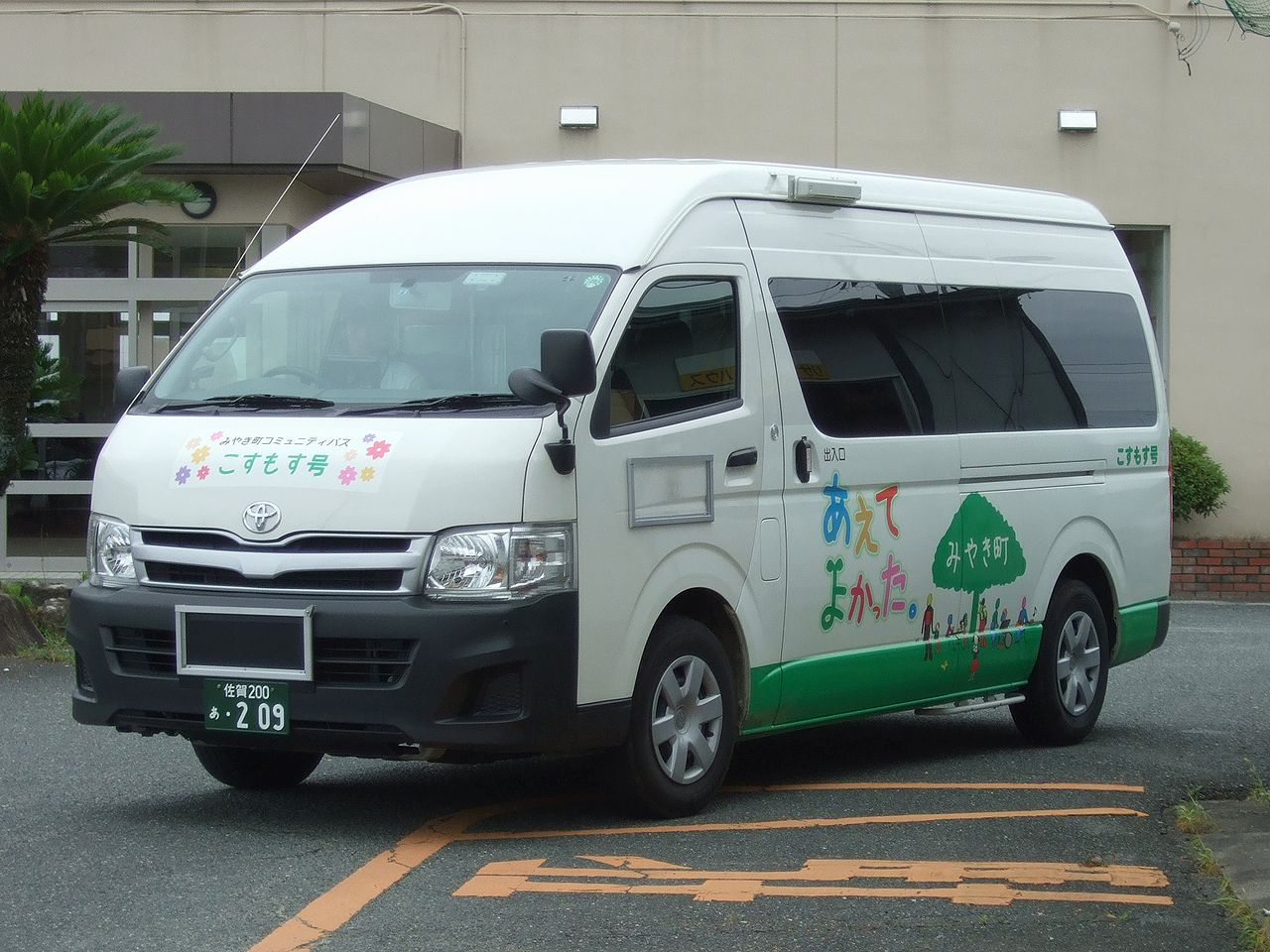
こすもす号（先代）

みやき町コミュニティバス（みやきちょうコミュニティバス）は、佐賀県三養基郡みやき町が町内各地で運行するコミュニティバスである。
みやき町の旧中原町・旧北茂安町と旧三根町の中心部相互間を結ぶ路線1路線と、旧各町域を運行する4路線がある。前者は日祝日を除く毎日運行で、後者は隔日運行。実際の運行業務は鳥栖構内タクシーが行っている。運賃は中学生以上が100円均一、小学生50円均一、小学生未満の幼児および障害者手帳所持者は無料。日曜日・年末年始（12月29日から1月3日）は全路線運休する。
みやき町役場における事業の所管は、事業部まちづくり課である。

## 沿革
2009年（平成21年）9月1日にふるさと雇用再生特別基金を活用し、調査・研究のための試行として運賃無料で運行開始した。水曜日・土曜日に運行する南北ルート、月曜日・木曜日に運行する東南&西北ルート、火曜日・金曜日に運行する西南&東北ルートが設定された。
2012年3月31日限りで事業期間が満了し運行を終了したが、同年5月から火曜日・木曜日に南北ルートの運行を再開した。
2012年10月1日から5路線で本格運行を開始した。この本格運行に伴い車両を置き換え、運賃も有料化された。

### 年表
- 2009年（平成21年）9月1日 - 運行開始。当初の運行事業者は西鉄バス佐賀・鳥栖支社。
- 2010年（平成22年）1月5日 - ダイヤ改正。路線を一部変更。
- 2010年（平成22年）6月1日 - 車両をラッピング。新デザインのバス停留所を設置。
- 2011年（平成23年）5月1日 - ダイヤ改正。路線を一部変更。
- 2011年（平成23年）10月1日 - ダイヤ改正。路線を一部変更。
- 2012年（平成24年）3月31日 - この日限りで運行終了。
- 2012年（平成24年）5月 - 火・木曜日に南北ルートを運行開始。
- 2012年（平成24年）10月1日 - 本格運行開始。5路線計20本運行。
- 2013年（平成25年）10月1日 - ダイヤ改正。北茂安線を笹野地区へ延長。
- 2018年（平成30年）10月1日 - 運行事業者を鳥栖構内タクシーに変更[1]。

## 路線
[1] みやき中央線
斎藤整形外科 - アスタラビスタ三根店 - 江見 - 三根庁舎前 - 秀島歯科前 - 本分 - 西島 - 東分 - 杉土井団地前 - 江口 - コミュニティセンター - 一軒屋 - トライアルみやき店 - 市原公民館 - B&G海洋センター - ミスターマックス北茂安店 - コメリみやき店北 - サンキみやき店 - おおば内科医院 - 道瀬橋（） - みやき庁舎 - 板部 - 大電前 - 【国立東佐賀病院入口 - 国立東佐賀病院前】 - 東寒水（） - 中原庁舎前 - JR中原駅 - 中原駅前 - 中原 - 姫方原団地前 - 東中原 - 山ノ内 - 大島病院
※日曜日・祝日・盆・年末年始を除く毎日運行。下りは上記と逆順に運行。ただし【 】内は運行方向にかかわらず矢印の順に運行。
[2] 三根東線
斎藤整形外科 - アスタラビスタ三根店 - 江見 - 三根庁舎前 - 秀島歯科前 - 本分 - 西島 - 平川医院 - JA南茂安支所前 - 北田 - 土井内南 - 【土井外南 → 土井外公民館 → 土井外市場北 → 土井外市場南】- 【坂口公民館 → 坂口北 → 坂口東】 - 浜田東 - 納江 - 土井内南 - 北田 - JA南茂安支所前 - 平川医院 - 西島 - 本分 - 秀島歯科前 - 三根庁舎前 - 江見 - アスタラビスタ三根店 - 斎藤整形外科
※月・水・金曜日運行。左回りは上記と逆順に運行。ただし【 】内は運行方向にかかわらず矢印の順に運行。
[3] 中原線
大島病院 - 山ノ内 - 中原南 - 中原区公民館 - ナフコ南 - アスタラビスタ南 - 東寒水公民館 - 西寒水公民館 - 西寒水南 - 宝満台団地 - 中津隈東 - 板部 - 大電前 - 【国立東佐賀病院入口 - 国立東佐賀病院前】 - 東寒水 - 中原庁舎前 - JR中原駅 - 中原駅前 - 青少年ホーム北 - 中川原 - 政所橋 - 綾部神社前 - 綾部住宅入口 - 山田橋 - 山田 - 香田神社前 - 香田堤 - 香田公民館前 - 香田 - 赤岸 - 簑原北 - 北浦団地北 - 北浦団地 - 北浦 - 山ノ内 - 大島病院
※月・水・金曜日運行。左回りは上記と逆順に運行。ただし【 】内は運行方向にかかわらず矢印の順に運行。
[4] 三根西線
斎藤整形外科 - 江見 - 三根庁舎前 - 江見 - アスタラビスタ三根店 - 大坂間公園 - 大坂間西 - 東津簡易郵便局前 - 東津南 - 長泉寺 - 松枝公民館 - 向島公民館前 - 直代公園前 - 梅野医院前（藤ノ木） - 寄人橋（） - 斎藤整形外科
※火・木・土曜日運行。左回りは上記と逆順に運行。
[5] 北茂安線
大島病院 - 白石 - 川原住宅入口 - みやき庁舎 - コミュニティセンター - 一軒屋 - 西大島公民館前 - 東大島公民館前 - 大野 - 笹野公民館 - 笹野団地 - 笹野公民館 - 豆津 - トライアルみやき店 - 市原公民館 - B&G海洋センター - ミスターマックス北茂安店 - 千栗（） - サンキみやき店 - コメリみやき店北 - 千栗公民館前 - 千栗郵便局前 - 石貝団地入口 - 石貝団地 - 皿山団地入口 - 白石神社入口 - M'sハイツ - 大島病院
※火・木・土曜日運行。左回りは上記と逆順に運行。ただし【 】内は運行方向にかかわらず矢印の順に運行。
みやき中央線は旧3町の中心部相互間を結ぶ路線。日祝日・盆などを除く毎日4往復運行される。
三根東線は旧三根町域の国道264号より南東側、中原線は旧中原町域、三根西線は旧三根町域の国道264号より南西側、北茂安線は旧北茂安町域を循環する路線。いずれも隔日運行で、午前と午後に2本ずつが運行され、午前の2便は右回り（時計回り）、午後の2便は左回り（反時計回り）に運行される。

## 車両

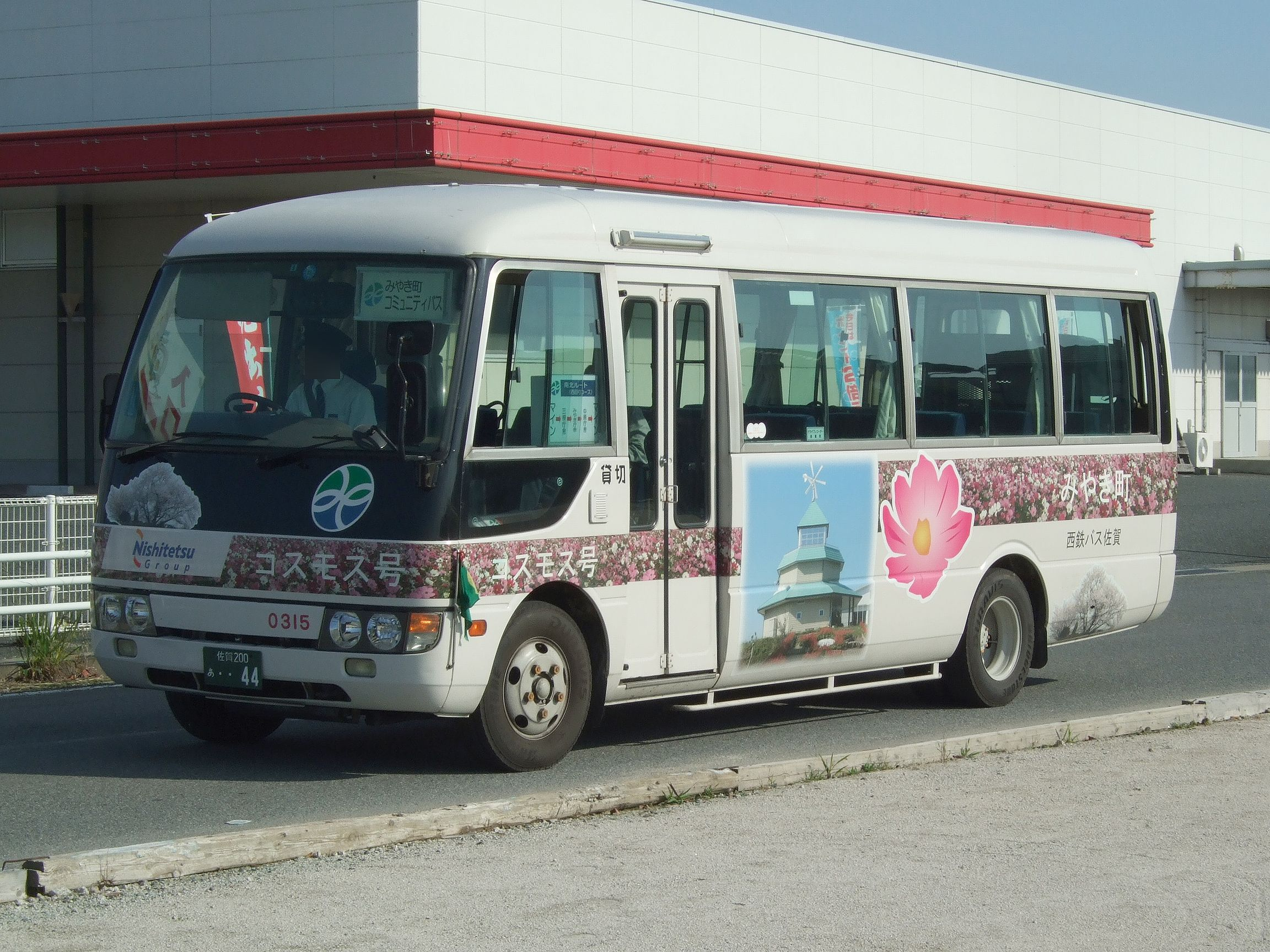
試行運行時の車両

専用車両のトヨタ・ハイエース2台を使用する。1台は白地にピンク色基調のイラストと「ありがとう」の文字を入れ「さくら号」の愛称が付けられ、もう1台は白地に緑色基調のイラストと「あえてよかった。」の文字を入れ「こすもす号」の愛称が付けられている。
2012年10月の有料化・本格運行開始に伴い新規にハイエース2台を専用車として導入した。運行会社が西鉄バス佐賀から鳥栖構内タクシーに替わった際に専用車も同社に引き継がれたが、2019年10月にほぼ同一デザインで同一車種の新車2台に置き換えられた。
運行開始当初は西鉄バス佐賀の在来の小型車（三菱ふそう・ローザ）1台（社番0315）を専用車として使用していた。2010年6月1日からはラッピングを施し、「コスモス号」の愛称を付け、無料運行終了まで使用された。有料化・本格運行開始時に導入された専用車2台は西鉄バス佐賀時代は鳥栖支社に所属、西鉄の車両番号は付けられていなかった。